# Ernest Holness

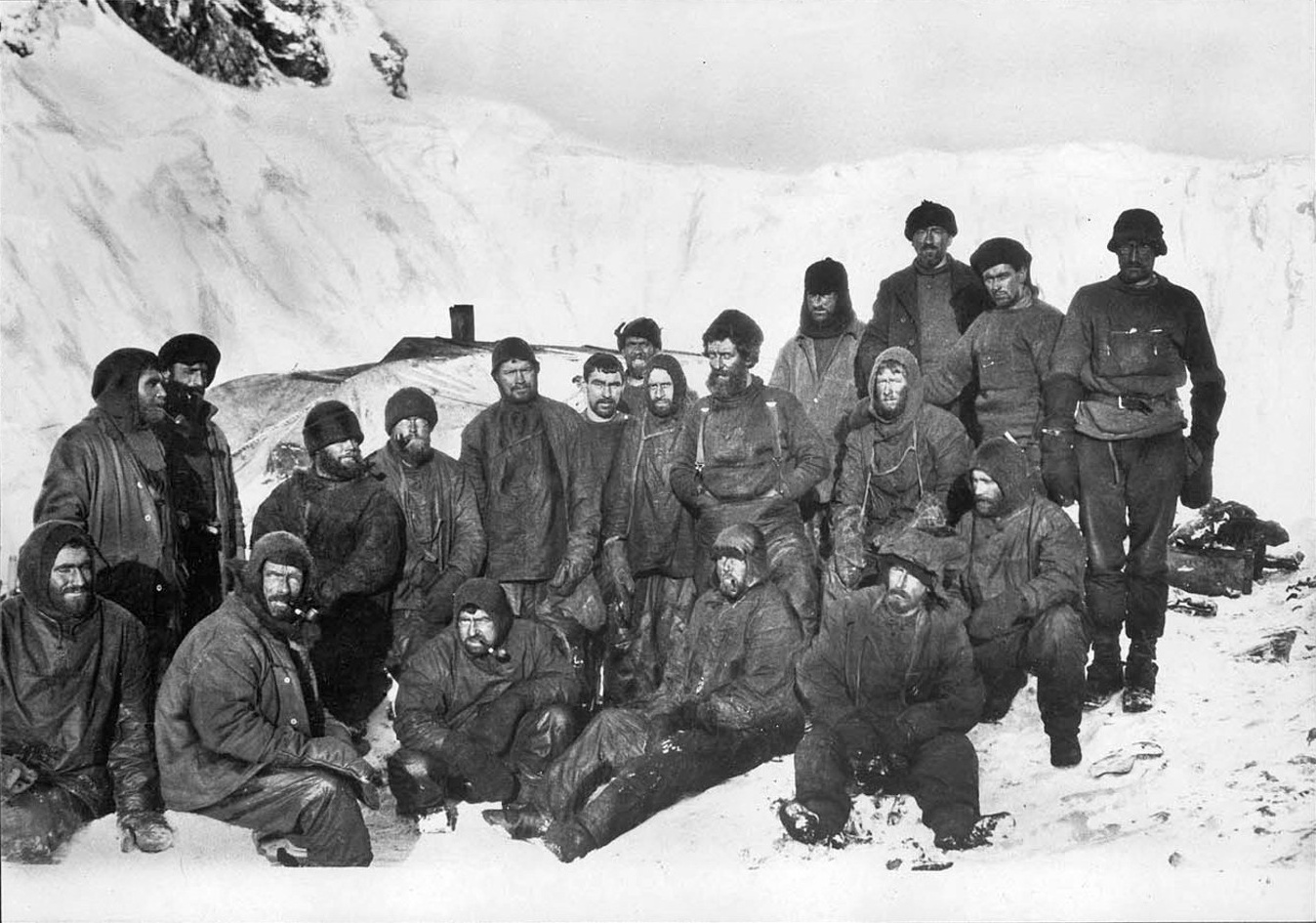
Ernest Holness (hintere Reihe, Achter von rechts) und der Großteil der anderen auf Elephant Island gestrandeten Männer der Endurance-Expedition (1916)

Albert Ernest Holness (* 7. Dezember 1892 in Kingston upon Hull; † 20. September 1924 im Nordatlantik bei den Färöer-Inseln) war ein britischer Seemann, der an der Endurance-Expedition (1914–1917) des britischen Polarforschers Ernest Shackleton in die Antarktis teilnahm.

## Leben
Holness war der uneheliche Sohn von Elizabeth Emma Holness (1873–unbekannt); sein Vater ist nicht bekannt. Er wuchs bei seinen Großeltern auf. Sein Großvater James Holness ging 1898 auf See verschollen. Ernest Holness arbeitete zunächst als Fischer an Bord von in Hull beheimateten Trawlern. 
Ernest Shackleton wählte ihn 1914 als Heizer an Bord der Endurance bei seiner zweiten eigenen Antarktisexpedition, während der sich Holness mit seinem Dienstkameraden William Stephenson befreundete. Sowohl Holness auch als Stephenson wurden später von Shackleton aus nicht bekannten Gründen von der Auszeichnung mit der Polar Medal ausgeschlossen. Dies geschah, obwohl Thomas Orde-Lees ihn für seine Ergebenheit gelobt hatte. Während der Expedition war er es, der am 27. Oktober 1914 Perce Blackborow als blinden Passagier der Endurance entdeckte, als dieser sich in seinem Kajütenschrank versteckte. Am 9. April 1916 rettete ihn Shackleton aus dem eisigen Wasser des Weddell-Meeres, nachdem Holness beim Aufbrechen der Eisscholle, auf der die Mannschaft lagerte, hineingefallen war. Nachdem sich die Expeditionsteilnehmer nach Elephant Island gerettet hatten, war es Holness, der am 15. Juni 1916 den ersten Fisch für die weitere Versorgung mit Nahrung fing. 
Nach seiner Rückkehr von der Forschungsreise heiratete er am 12. Juni 1917 seine Frau Lillian Rose (geborene Bettles, 1897–unbekannt), mit der er zwei Töchter und einen Sohn bekam. Er nahm seinen Beruf als Fischer wieder auf. Holness kam im Alter von 31 Jahren bei einer Fahrt auf dem Trawler Lord Lonsdale ums Leben, nachdem er über Bord gespült worden war. In der zweiteiligen britischen Miniserie Shackleton aus dem Jahr 2002 mit Kenneth Branagh in der Titelrolle wird Holness durch Ian Mercer verkörpert.